# サクソン (オートバイ)
サクソン・モーターサイクルUSA社(Saxon Motorcycles USA)は、アメリカ合衆国にあるオートバイメーカー。
2004年アリゾナ州ギルバートで設立された。従来の手工業的なカスタムチョッパーの世界に新たな受発注システムと生産方式を持ち込んだ。CADを使用したフレーム開発、独自の品質管理システム、保証制度など量産メーカーとしての姿勢を貫いている。
2009年、40マイル離れたアリゾナ州サウスハミルトンの工業団地の中に移転した。

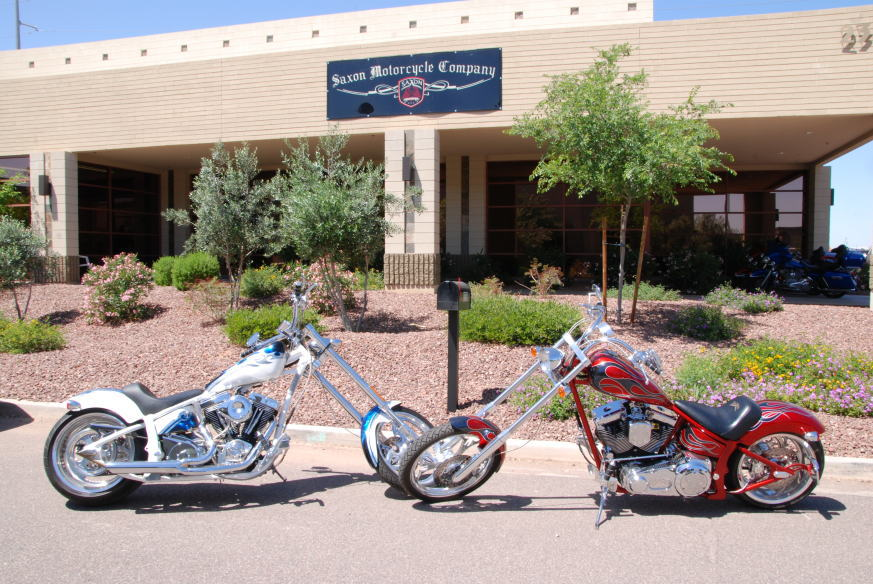
サクソン社外観

エンジンはS&S社製のＶツイン1573ｃｃの1機種、キャブ仕様とインジェクション仕様が選べる。
フレームは、後輪リジットサスのボバースタイル、リアサス付のモデルの2つの型式に分かれる。ブレーキは全車種ブレンボを使用している。

## モデル
- ザ・クラウン
- ファイアストーム
- ウォーロード
- ホットロッドスペクター
- ウィップ
- グリフィン
- リーパー
- ヴィラン

欧州にディストリビューターがある。日本とアジア・中東全域のディストリビュートは、株式会社ユニオート（岐阜県）が行っている。